# ألان ناندجو
ألان رولاند ناندجو نغانلي (بالفرنسية: Alain Roland Nandjou Nganle)‏ المعروف باسم ألان ناندجو (ولد في 2 سبتمبر 1994 في لوم، الكاميرون) لاعب كرة قدم كاميروني يجيد اللعب في مركز الجناح الأيسر. يلعب حاليا لصالح الاتحاد البحريني منذ 2022.